# Ruellia calimensis
Ruellia calimensis är en akantusväxtart som beskrevs av D.C. Wasshausen. Ruellia calimensis ingår i släktet Ruellia och familjen akantusväxter. Inga underarter finns listade i Catalogue of Life.